# Калинин, Андрей Алексеевич
Андрей Алексеевич Калинин (род. 26 ноября 1985) — российский самбист, призёр чемпионатов России по боевому самбо, чемпион и призёр чемпионатов Европы, мастер спорта России международного класса. Был членом сборной команды России. Старший тренер по самбо школы «Импульс».

## Спортивные результаты
- Чемпионат России по боевому самбо 2012 года — ;
- Чемпионат России по боевому самбо 2015 года — ;